# Greg Fergus
Greg Fergus, né le 31 mai 1969 à Montréal, est un conseiller politique et homme politique canadien, membre du Parti libéral du Canada. Il est député de la circonscription de Hull—Aylmer à la Chambre des communes du Canada depuis octobre 2015.
À la suite de la démission d'Anthony Rota, il est élu président de la Chambre des communes du Canada le 3 octobre 2023. Il est le premier Noir à assumer cette fonction. Francis Scarpaleggia lui succède le 26 mai 2025.

## Biographie
Greg Fergus est originaire de Montréal et grandit à Dollard-Des Ormeaux, une ville de la banlieue ouest de Montréal. Son grand-père est né à Montserrat, un protectorat britannique dans les Antilles, et s'est joint à la Royal Air Force avant de s'établir à Montréal ; son père était professeur d'école secondaire. Fergus a fréquenté Selwyn House, une école privée de Westmount, où il termine son cours secondaire en 1986. Il arrive en Outaouais afin d'entamer ses études universitaires à l'Université d'Ottawa, puis à l'Université Carleton où il obtient un diplôme en relations internationales. C'est aussi à Ottawa qu'il rencontre son épouse, Julie Cool, avec qui il a trois enfants maintenant adultes.

### Carrière politique
Greg Fergus a été président des Jeunes libéraux du Canada, puis directeur national du Parti libéral du Canada de 2007 à 2009. Il a aussi été conseiller des ministres Pierre Pettigrew et Jim Peterson. Il est candidat libéral dans Hull—Aylmer lors de l'élection fédérale canadienne de 2015. Le 19 octobre, il est élu, défaisant la députée néodémocrate Nycole Turmel.
De décembre 2015 à janvier 2017, il est secrétaire parlementaire du ministre Navdeep Singh Bains (Innovation, Sciences et Développement économique). Il devient en mai 2019 secrétaire parlementaire des ministres Joyce Murray et Jean-Yves Duclos (Conseil du trésor et Gouvernement numérique).
Le 3 octobre 2023, est élu par ses pairs députés président de la Chambre des communes du Canada devenant le premier président noir de la Chambre des communes. Il est remplacé à ce poste par Francis Scarpaleggia le 26 mai 2025 à l'ouverture de la première session de la 45e législature du Canada.